# Détachement de corps H
Le Détachement de corps H (en allemand : Korps-Abteilung H) était une unité militaire de l'Armée de terre (Heer) de la Wehrmacht, une formation d'infanterie de la taille d'une division, pendant la Seconde Guerre mondiale.

## Hiérarchie des unités
| Nom          | Nbre d'hommes       | Unités subalternes                | Grade de commandement                 |
| ------------ | ------------------- | --------------------------------- | ------------------------------------- |
| Heeresgruppe | + 300 000           | 2 à + Armeen (Armées)             | Generaloberst ou Generalfeldmarschall |
| Armee        | + 100 000 - 300 000 | 2 à + Armeekorps (Corps d'armées) | General ou Generaloberst              |
| Armeekorps   | + 30 000 - 80 000   | 2 à + Divisionen (Division)       | Generalleutnant ou General            |
| Division     | + 10 000 – 20 000   | 2 à 6 Brigaden (Brigade)          | Generalmajor ou Generalleutnant       |
| Brigade      | + 3 000 – 5 000     | jusqu'à 3 Regimentern (Régiment)  | Oberst ou Generalmajor                |

## Historique
Le Korps-Abteilung H est formé le 22 juillet 1944 dans le Heeresgruppe Mitte à partir des restes de la 95. Infanterie-Division, 197. Infanterie-Division et 256. Infanterie-Division.
 
Son état-major provient de la 197. Infanterie-Division. 
Il est renommé 95. Infanterie-Division le 10 septembre 1944.

## Organisation

### Commandants successifs
| Date                                | Grade  | Commandant             |
| ----------------------------------- | ------ | ---------------------- |
| 22 juillet 1944 - 10 septembre 1944 | Oberst | Joachim-Friedrich Lang |

### Chef des Generalstabes
| Date | Grade | Commandant |
| ---- | ----- | ---------- |
| ?    | ?     | ?          |

### 1. Generalstabsoffizier (Ia)
| Date | Grade | Commandant |
| ---- | ----- | ---------- |
| ?    | ?     | ?          |

## Théâtres d'opérations
- Lituanie et Courlande : août 1944 - septembre 1944

## Ordre de batailles

### Rattachement d'Armées
| Date | Armeekorps     | Armée          | Groupe d'Armées    |
| ---- | -------------- | -------------- | ------------------ |
| 1944 |                |                |                    |
| Août | IX. Armeekorps | 3. Panzerarmee | Heeresgruppe Mitte |

### Unités subordonnées
- Stab [Stab 197. Inf.Div]
- Divisions-Gruppe 95 [Stab Gren.Rgt 279] 
  - Regiments-Gruppe 278 [II./Gren.Rgt 278]
  - Regiments-Gruppe 279 [I./Gren.Rgt 279]
- Divisions-Gruppe 197 [Stab Gren.Rgt 347]
  - Regiments-Gruppe 332 [II./Gren.Rgt 332]
  - Regiments-Gruppe 347 [I./Gren.Rgt 347]
- Divisions-Gruppe 256 [Stab I./Gren.Rgt 456] 
  - Regiments-Gruppe 456 [Stab Gren.Rgt 456]
  - Regiments-Gruppe 481 [Stab Gren.Rgt 481]
- Füsilier-Bataillon 95 [Div.Füs.Btl 195 / 95. Inf.Div]
- Artillerie-Regiment 195 [Stab AR 229 / 197. Inf.Div]
  - I. Abteilung [I./AR 58 / 197. ID]
  - II. Abteilung [III./AR 152 / 197. ID]
  - III. Abteilung [III./AR 195 / 95. ID]
  - IV. Abteilung [IV./AR 195 / 95. ID]
- Panzerjäger-Abteilung 195 [Pz.Jäg.Abt 197 / 197. ID]
- Pionier-Bataillon 195 [Pi.Btl 229 / 197. ID]
- Nachrichten-Abteilung 195 [Nachr.Abt 229 / 197. ID]
- Feldersatz-Bataillon 195
- Nachschubtruppen 195

## Sources
- Korps-Abteilung H sur Lexikon-der-wehrmacht.de